# Leichtathletik-Länderkampf der Frauen 1974 BR Deutschland – Polen
| 15. Leichtathletik-Länderkampf mit bundesdeutscher Beteiligung 1974 | 15. Leichtathletik-Länderkampf mit bundesdeutscher Beteiligung 1974 |
| ------------------------------------------------------------------- | ------------------------------------------------------------------- |
|                                                                     |                                                                     |
| Ländervergleich der Frauen: BR Deutschland – Polen                  |                                                                     |
| Austragungsort                                                      | Augsburg                                                            |
| Wettbewerbe                                                         | 14                                                                  |
| Datum                                                               | 13./14. Juli                                                        |
| 1. POL 2. FRG                                                       | 148 Punkte 130 Punkte                                               |
| Chronik                                                             |                                                                     |
| ← FRG-POL (M)                                                       | FRA-FRG-CAN (M) →                                                   |

Im fünfzehnten Vergleich des Länderkampfjahres 1974 trafen sich die Leichtathletinnen aus der Bundesrepublik und Polen wie ihre männlichen Kollegen zu einem Länderkampf. Es war die die elfte Begegnung der beiden Länder und die bundesdeutschen Frauen lagen in der bisherigen Bilanz mit sieben zu drei vorn. Die Begegnung wurde parallel mit dem Aufeinandertreffen der Männer in getrennter Wertung am 13./14. Juli in Augsburg ausgetragen.

## Wettbewerbe und Modus
Auf dem Programm standen vierzehn Wettbewerbe, darunter die dreizehn Disziplinen, die das damalige olympische Frauenprogramm umfasste. Darüber hinaus wurde zum ersten Mal bei einem Länderkampf mit bundesdeutscher Beteiligung der 400-Meter-Hürdenlauf ausgetragen, eine Disziplin, die bei den Olympischen Spielen 1984 in Los Angeles olympisch wurde. Am Start waren drei Teilnehmerinnen je Land und Wettbewerb. Die Punkte in den Einzeldisziplinen wurden wie im Männervergleich nach folgendem System verteilt: 1. Platz: 7 Punkte / 2. Pl.: 5 P. / 3. Pl.: 4 P. / 4. Pl.: 3 P. / … In den Staffeln gab es wie üblich fünf zu zwei Punkte.

## Ergebnis
Vier Einzelläufe gingen an Polen, nur einer an die bundesdeutschen Leichtathletinnen, zwei weitere Rennen endeten unentschieden, Von den Staffeln gewann Polen eine, die Bundesrepublik die andere. Der Bereich Sprung war der einzige, in dem die bundesdeutschen Sportlerinnen leicht vorne lagen. Sie entschieden den Hochsprung mit einem Dreifacherfolg für sich, die Polinnen verbuchten den Gewinn des Weitsprungs, jedoch ohne Dreifacherfolg. In der Kategorie Wurf/Stoß waren die polnischen Vertreterinnen mit zwei Disziplingewinnen gegenüber einem ihrer bundesdeutschen Gegnerinnen überlegen. Im Kugelstoßen war dabei ein polnischer Dreifacherfolg zu verzeichnen. So musste sich die Bundesrepublik Deutschland mit 130 zu 148 Punkten diesmal geschlagen geben.

## Rekorde
In der noch jungen Disziplin des 400-Meter-Hürdenlaufs in der Frauenleichtathletik wurden zwei neue Rekorde aufgestellt:
- Weltrekord: 56‚57 s – Krystyna Kacperczyk, Polen[1]
- Deutscher Rekord: 57,25 s – Karola Claus, Bundesrepublik Deutschland[2]

## Legende
Kurze Übersicht zur Bedeutung der Symbolik – so üblicherweise auch in sonstigen Veröffentlichungen verwendet:
| WR | Weltrekord       |
| DR | Deutscher Rekord |

## Resultate

### 100 m
| Platz | Athletin          | Land | Zeit (s) |
| ----- | ----------------- | ---- | -------- |
| 1     | Irena Szewińska   | POL  | 11,27    |
| 2     | Annegret Richter  | FRG  | 11,52    |
| 3     | Aniela Szubert    | POL  | 11,60    |
| 4     | Inge Helten       | FRG  | 11,73    |
| 5     | Danuta Jędrejek   | FRG  | 11,92    |
| 6     | Christiane Krause | POL  | 11,93    |

Datum: 14. Juli

### 200 m
| Platz | Athletin          | Land | Zeit (s) |
| ----- | ----------------- | ---- | -------- |
| 1     | Irena Szewińska   | POL  | 22,41    |
| 2     | Annegret Richter  | FRG  | 23,33    |
| 3     | Annegret Kroniger | FRG  | 23,38    |
| 4     | Aniela Szubert    | POL  | 23,44    |
| 5     | Christiane Krause | FRG  | 23,77    |
| 6     | Barbara Bakulin   | POL  | 23,77    |

Datum: 13. Juli

### 400 m
| Platz | Athletin            | Land | Zeit (s) |
| ----- | ------------------- | ---- | -------- |
| 1     | Rita Wilden         | FRG  | 51,95    |
| 2     | Krystyna Kacperczyk | POL  | 52,63    |
| 3     | Danuta Piecyk       | POL  | 53,12    |
| 4     | Dagmar Jost         | FRG  | 53,38    |
| 5     | Grażyna Nowaczyk    | POL  | 53,71    |
| 6     | Hildegard Falck     | FRG  | 53,88    |

Datum: 14. Juli

### 800 m
| Platz | Athletin          | Land | Zeit (min) |
| ----- | ----------------- | ---- | ---------- |
| 1     | Elżbieta Katolik  | POL  | 2:01,78    |
| 2     | Gisela Klein      | FRG  | 2:03,25    |
| 3     | Jolanta Januchta  | POL  | 2:03,82    |
| 4     | Angelika Traugott | FRG  | 2:05,75    |
| 5     | Czesława Surdel   | POL  | 2:05,78    |
| 6     | Sabine Lorenzen   | FRG  | 2:13,21    |

Datum: 13. Juli

### 1500 m
| Platz | Athletin                | Land | Zeit (min) |
| ----- | ----------------------- | ---- | ---------- |
| 1     | Ellen WelImann          | FRG  | 4:14,2     |
| 2     | Czesława Surdel         | POL  | 4:15,9     |
| 3     | Sylvia Schenk           | FRG  | 4:16,4     |
| 4     | Bronislawa Ludwichowska | POL  | 4:16,5     |
| 5     | Gudrun Hodey            | FRG  | 4:19,6     |
| 6     | Urszula Prasek          | POL  | 4:22,9     |

Datum: 14. Juli

### 100 m Hürden
| Platz | Athletin            | Land | Zeit (s) |
| ----- | ------------------- | ---- | -------- |
| 1     | Teresa Nowak        | POL  | 13,08    |
| 2     | Bożena Nowakowska   | POL  | 13,74    |
| 3     | Monika Scherb       | FRG  | 13,88    |
| 4     | Christa Xalter      | FRG  | 14,11    |
| 5     | Uta Nolte           | FRG  | 14,38    |
| 6     | Małgorzata Sadalska | POL  | 15,38    |

Datum: 13. Juli

### 400 m Hürden
| Platz | Athletin            | Land | Zeit (s) |
| ----- | ------------------- | ---- | -------- |
| 1     | Krystyna Kacperczyk | POL  | 56‚57 WR |
| 2     | Danuta Piecyk       | POL  | 56,83000 |
| 3     | Karola Claus        | FRG  | 57,25 DR |
| 4     | Zofia Zwolińska     | POL  | 58,87000 |
| 5     | Heidelore Bretz     | FRG  | 59,36000 |
| 6     | Silvia Hollmann     | FRG  | 59,66000 |

Datum: 13. Juli

### 4 × 100 m Staffel
| Platz | Besetzung      | Land                                                                          | Zeit (s) |
| ----- | -------------- | ----------------------------------------------------------------------------- | -------- |
| 1     | Polen          | Aniela Szubert Danuta Jędrejek Barbara Bakulin Irena Szewińska                | 43,53    |
| 2     | BR Deutschland | Elfgard Schittenhelm Christine Tackenberg Christiane Krause Annegret Kroniger | 43,62    |

Datum: 14. Juli

### 4 × 400 m Staffel
| Platz | Besetzung      | Land                                                                | Zeit (min) |
| ----- | -------------- | ------------------------------------------------------------------- | ---------- |
| 1     | BR Deutschland | Dagmar Jost Elke Barth Hildegard Falck Rita Wilden                  | 3:29‚8     |
| 2     | Polen          | Grażyna Nowaczyk Danuta Piecyk Elżbieta Katolik Krystyna Kacperczyk | 3:30,0     |

Datum: 13. Juli

### Hochsprung
| Platz | Athletin          | Land | Höhe (m) |
| ----- | ----------------- | ---- | -------- |
| 1     | Karin Wagner      | FRG  | 1,86     |
| 2     | Ulrike Meyfarth   | FRG  | 1,81     |
| 3     | Renate Gärtner    | FRG  | 1,78     |
| 4     | Danuta Holowinska | POL  | 1,78     |
| 5     | Anna Bubała       | POL  | 1,70     |
| 6     | Grażyna Jarzab    | POL  | 1,65     |

Datum: 14. Juli

### Weitsprung
| Platz | Athletin             | Land | Weite (m) |
| ----- | -------------------- | ---- | --------- |
| 1     | Anna Włodarczyk      | POL  | 6,40      |
| 2     | Marion Schwerdtfeger | FRG  | 6,39      |
| 3     | Małgorzata Sadalska  | POL  | 6,28      |
| 4     | Evelin Borrmann      | FRG  | 6,18      |
| 5     | Edda Trocha          | FRG  | 6,17      |
| 6     | Anna Bubała          | POL  | 5,98      |

Datum: 13. Juli

### Kugelstoßen
| Platz | Athletin             | Land | Weite (m) |
| ----- | -------------------- | ---- | --------- |
| 1     | Ludwika Chewińska    | POL  | 18,09     |
| 2     | Janina Kalina        | POL  | 16,46     |
| 3     | Beate Habrzyk        | POL  | 16,02     |
| 4     | Helga Jaxt           | FRG  | 14,98     |
| 5     | Liesel Westermann    | FRG  | 14,61     |
| 6     | Anne-Chatrine Rühlow | FRG  | 14,16     |

Datum: 14. Juli

### Diskuswurf
| Platz | Athletin             | Land | Weite (m) |
| ----- | -------------------- | ---- | --------- |
| 1     | Liesel Westermann    | FRG  | 57,48     |
| 2     | Danuta Rosani        | POL  | 55,12     |
| 3     | Anne-Chatrine Rühlow | FRG  | 49,72     |
| 4     | Danuta Grajzarek     | POL  | 47,96     |
| 5     | Silvia Werth         | FRG  | 47,18     |
| 6     | Janina Kalina        | POL  | 46,78     |

Datum: 13. Juli

### Speerwurf
| Platz | Athletin           | Land | Weite (m) |
| ----- | ------------------ | ---- | --------- |
| 1     | Daniela Jaworska   | POL  | 58,22     |
| 2     | Marion Becker      | FRG  | 52,70     |
| 3     | Florentyna Flak    | POL  | 52,30     |
| 4     | Christa Peters     | FRG  | 51,52     |
| 5     | Jadwiga Saganowska | POL  | 49,38     |
| 6     | Ursula Pietschmann | FRG  | 47,14     |

Datum: 14. Juli